# Rabia Tahar (métro d'Alger)
Rabia Tahar est une station de la ligne 1 du métro d'Alger actuellement en travaux et qui doit être mise en service à l'horizon 2026. La station est située près de la station de tramway Cité 5 Juillet de Bab Ezzouar. Elle est au cœur du quartier de Bab Ezzouar, au croisement de deux principaux axes routiers traversant la commune, la RN24 et le CW16.

## Histoire
La station fait partie de l'extension B1  de la ligne 1 du métro d'Alger dont les travaux ont débuté en 2015. Le tunnelier atteint la station le 19 janvier 2021.

Le chantier le 21 octobre 2021
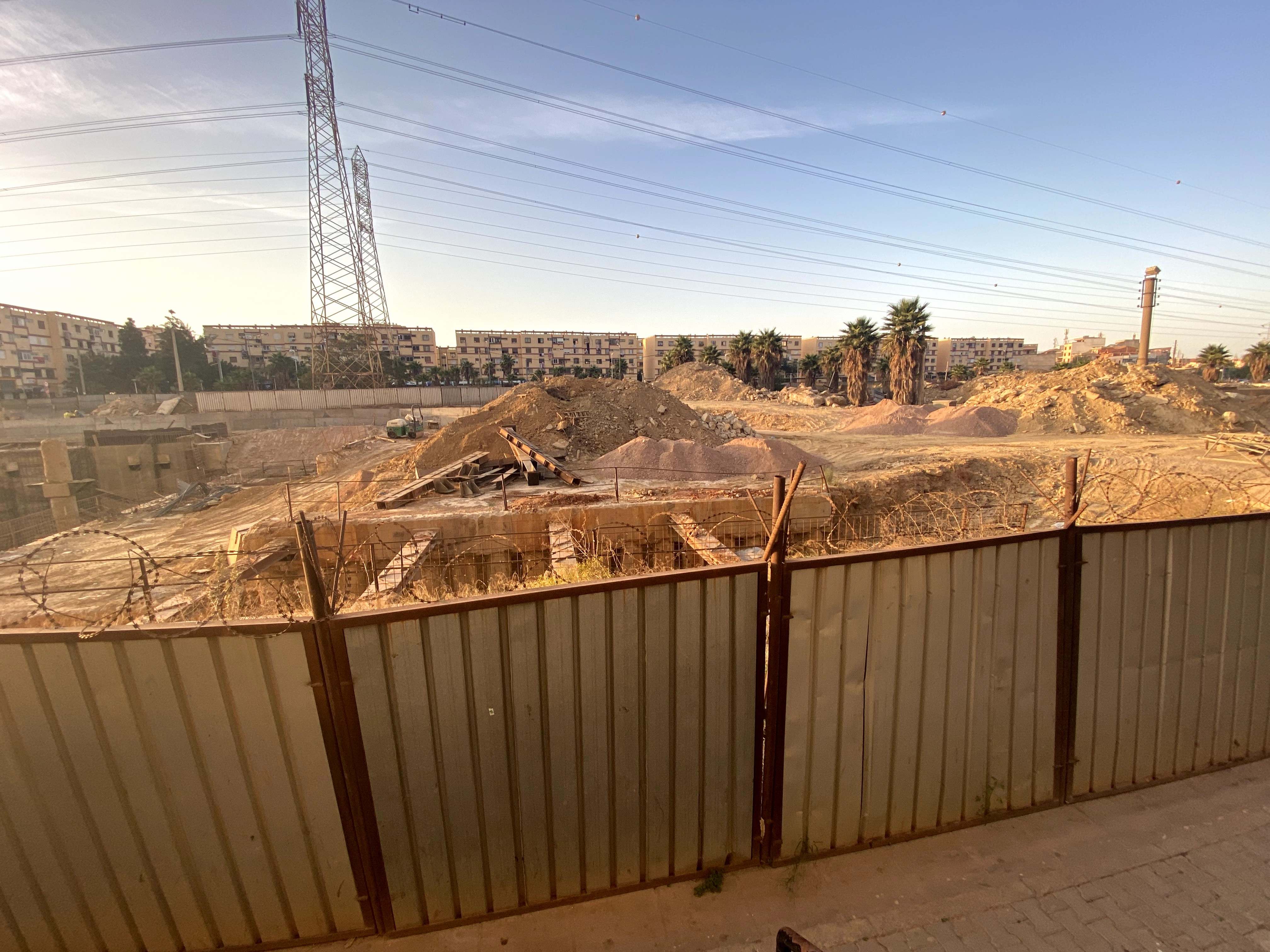
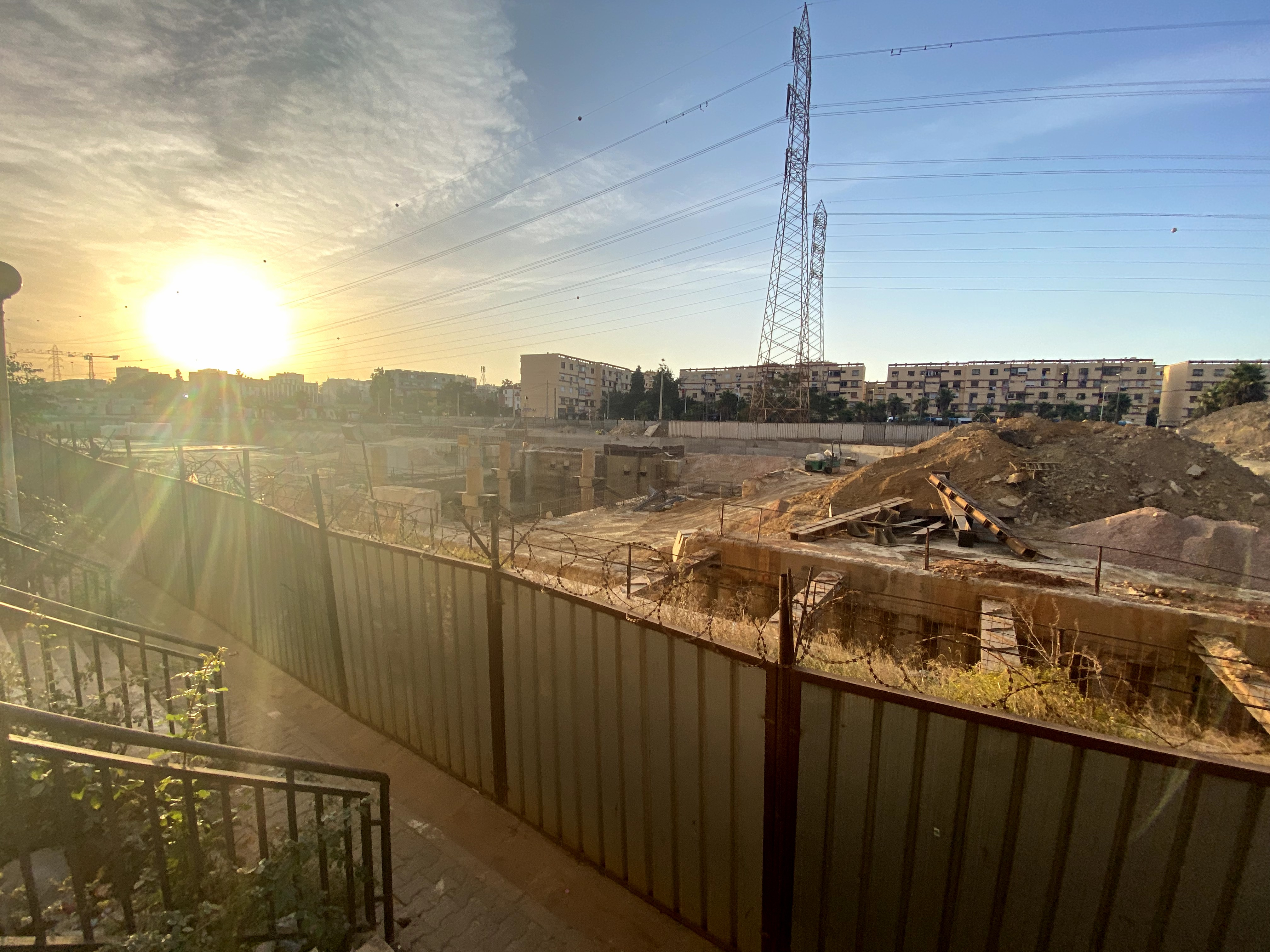

## Services aux voyageurs

### Intermodalité
- Tramway d'Alger à la station 5 juillet
- Ligne de bus 19 de l'ETUSA

## Projets
Il est prévu qu'elle dispose de trois sorties et soit équipée d'un ascenseur pour personnes à mobilité réduite.

## À proximité
- Université des sciences et de la technologie Houari-Boumédiène
- Cité universitaire CUB3
- APC de Bab Ezzouar
- Siège de la daïra de Dar El Beida